# Globe Life Park in Arlington
Globe Life Park in Arlington is het voormalige honkbalstadion van de Texas Rangers uitkomend in de Major League Baseball. 
Het stadion staat in de stad Arlington in de agglomeratie Dallas-Fort Worth in de staat Texas en opende zijn deuren op 1 april 1994.
Tot 7 mei 2004 droeg het stadion de naam The Ballpark in Arlington. Van 7 mei 2004 tot 19 maart 2007 droeg het stadion de naam Ameriquest Field in Arlington, naar de toenmalige eigenaar, hypotheekverlener Ameriquest. Op 19 maart 2007 beëindigden de Texas Rangers de overeenkomst met Ameriquest en kondigde aan dat de naam van het stadion werd gewijzigd in Rangers Ballpark in Arlington. Op 5 februari 2014 kocht de Globe Life and Accident Insurance Company, een dochteronderneming Globe Life uit McKinney, de naamgevingsrechten van het stadion tot 2024. Waarna de naam werd gewijzigd in Globe Life Park in Arlington.
De jaarlijkse Major League Baseball All-Star Game werd hier in 1995 gespeeld. In 2010 en 2011 werden er wedstrijden van de World Series gespeeld, toen de Texas Rangers in de finale stonden.
In 2020 verhuizen de Texas Rangers naar een nieuw naburig onderkomen, genaamd Globe Life Field. Dit stadion bevindt zich op een steenworp afstand, net ten zuiden van Globe Life Park en de East Randol Mill Road in Arlington.
Vanaf 2020 zijn er nog drie clubs die van het stadion gebruikmaken: de Dallas Renegades (American football), North Texas SC (voetbal) en de Dallas Jackals (rugby).

## Feiten
- Opening: 1 april 1994
- Ondergrond: Gras
- Constructiekosten: 191 miljoen US $
- Architect(en): HKS Inc. / David M. Schwarz Architects Inc.
- Bouwer: Walter P Moore
- Capaciteit: 48.114
- Adres: Globe Life Park in Arlington, 1000 Ballpark Way, Arlington, TX 76011 (U.S.A.)

## Veldafmetingen honkbal
- Left Field: 332 feet (101.2 meter)
- Left Center Field: 390 feet (118.9 meter)
- Center Field: 400 feet (121.9 meter)
- Right Center Field: 377 feet (114.9 meter)
- Right Field: 325 feet (99.1 meter)